# 扇菊木属
扇菊木属（学名：Vickia）是菊科的一属。

## 下属物种
本属包括以下物种：
- Vickia rotundifolia (Less.) Roque & G.Sancho[2]